# Starickij rajon
Lo Starickij rajon (in russo Старицкий район?) è un rajon dell'Oblast' di Tver', nella Russia europea; il capoluogo è Starica. Istituito nel 1929, ricopre una superficie di 3.035 chilometri quadrati.